# Mustafa Azadzoy
Mustafa Azadzoy (født 24. juli 1992 i Kabul, Afghanistan) er en afghansk fodboldspiller, der spiller for tyske TB Uphusen.

## Tidligere liv
Azadzoy blev født i Kabul, Afghanistan. I 1993 flygtede han i en alder på seks måneder med sine forældre og fem søskende til Tyskland, hvor de boede først i Hamburg og derefter i Delmenhorst

## Klubkarriere

### VfB Oldenburg
Azadzoy startede karrieren som 12-årig, hvor han spillede fire år hos Delmenhorster BV. Herefter skiftede midtbanespilleren til VfB Oldenburg. Han spillede sig op på klubbens senior-reservetrup, og blev rykket op som senior spiller i 2011.
Den 25. september 2011 slog Azadzoy sig grimt i 0-3 nederlaget imod Eintracht Nordhorn, og blev kørt på hospitalet.
Azadzoy blev rykket op på første-seniortruppen i 2012, og spillede 4 kampe for førsteholdet. Herefter blev han igen rykket ned igen på senior-reserveholdet.

### TB Uphusen
Efter 14 dages prøvetræning hos klubben, skiftede Azadzoy den 17. august 2013 til Oberliga Niedersachsen-klubben, TB Uphusen.

## Landshold
I juni 2012 blev han inviteret som en af fem spillere til et kursus for perspektiv spillere i Virginia i USA, hvor han var i stand til at overbevise træneren som den eneste af de fem, og blev inviteret til et videre forløb i Dubai.
Den 2. marts 2013 fik han sin debut for landsholdet i en 1-0 sejr over Sri Lanka, hvor han spillede 45 minutter.